# Great Central Main Line
 (décembre 2021).
Si vous disposez d'ouvrages ou d'articles de référence ou si vous connaissez des sites web de qualité traitant du thème abordé ici, merci de compléter l'article en donnant les références utiles à sa vérifiabilité et en les liant à la section « Notes et références ».
La Great Central Main Line ( GCML ), également connue sous le nom de London Extension (extension vers Londres) du Great Central Railway (en) (GCR), est une ancienne ligne de chemin de fer au Royaume-Uni. La ligne fut ouverte en 1899 pour relier Sheffield dans le nord de l'Angleterre, avec Londres et un éventuel tunnel sous la Manche en passant par Nottingham et Leicester.
La GCML fut la dernière grande ligne à être construite en Grande-Bretagne avant l'ouverture, ironiquement, du tunnel sous la Manche dans les années 1990. Bien qu'initialement prévue pour les services rapides entre les grandes villes, la ligne est devenue en réalité un moyen de transporter les marchandises, surtout le charbon. Dans les années 1960, le Dr Beeching estimait que la ligne n'était qu'une duplication inutile d'autres lignes qui desservaient les mêmes villes, surtout la Midland Main Line et la West Coast Main Line. La majeure partie du parcours fut fermée entre 1966 et 1969 sous l'initiative dite la « hache Beeching ». 
Une partie de l'ancienne ligne fait partie de deux lignes touristiques à vapeur, à savoir la Great Central (Heritage) Railway entre Leicester et Loughborough, et Great Central Railway (Nottingham) entre Loughborough et l'ancien site de la gare GCR de Ruddington, dans l'agglomération de Nottingham. La ligne fait l'objet de nombreuses initiatives de réouverture. 

## Caractéristiques
La section bâtie en 1899 est dépourvue de passages à niveau et franchit les autres lignes par des raccordements en saut-de-mouton. La grande majorité des gares de la lignes sont bâties sur le principe du quai en îlot avec un unique quai central, desservi par deux voies latérales, accueillant les bâtiments des voyageurs tandis que les éventuelles voies de garage et installations techniques sont disposées latéralement.  

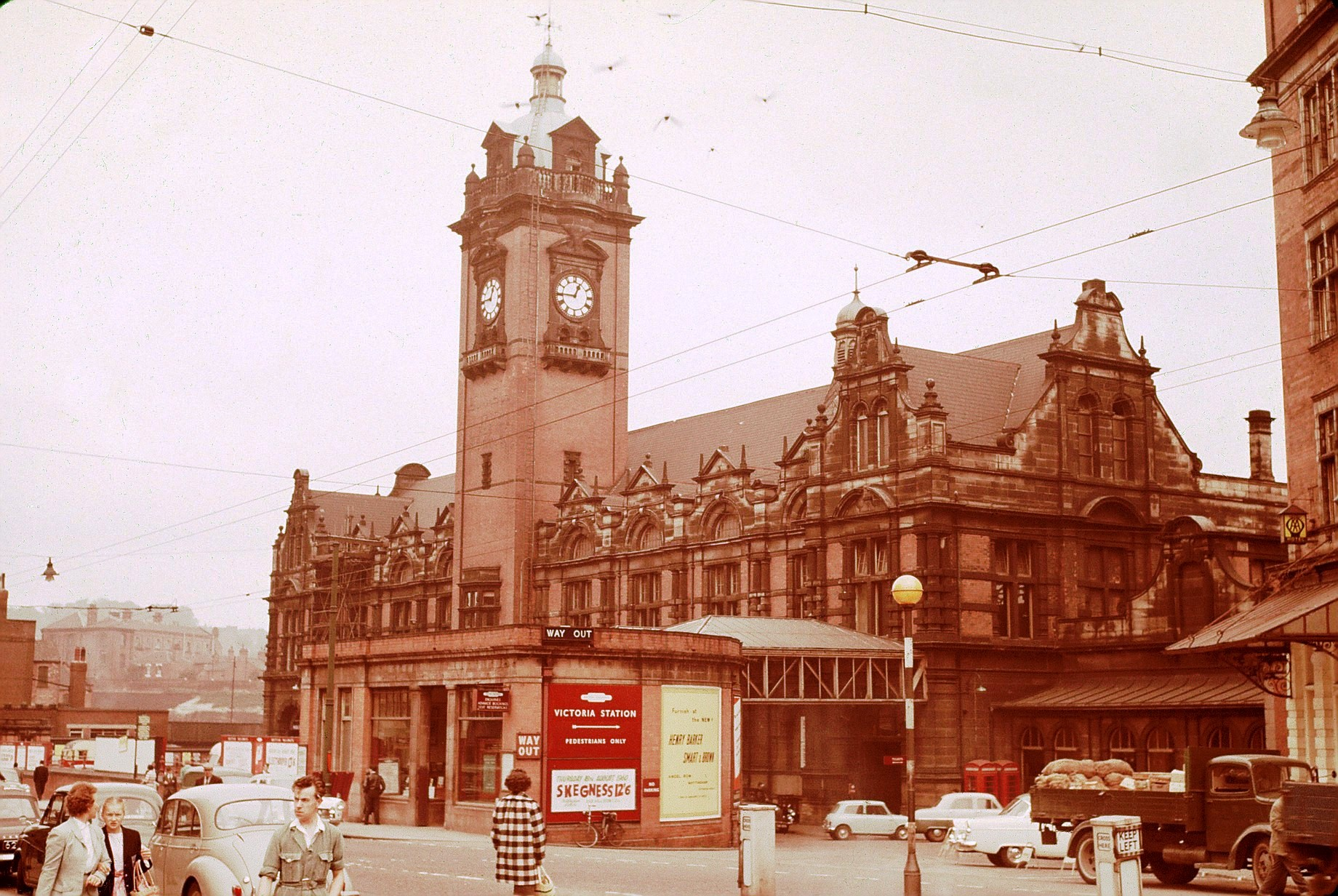
Gare de Nottingham Victoria.
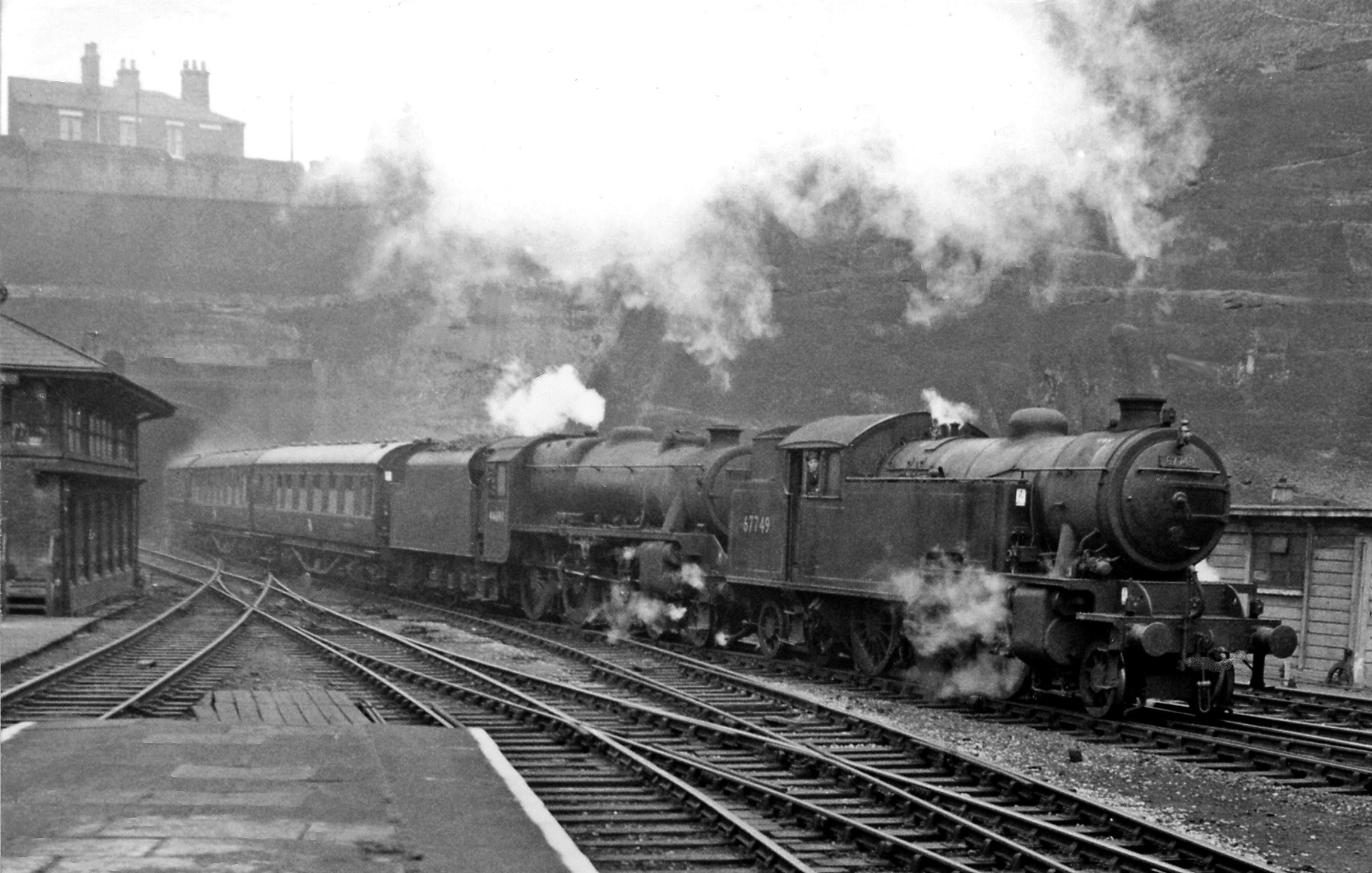
Tranchée et tunnel de la gare.
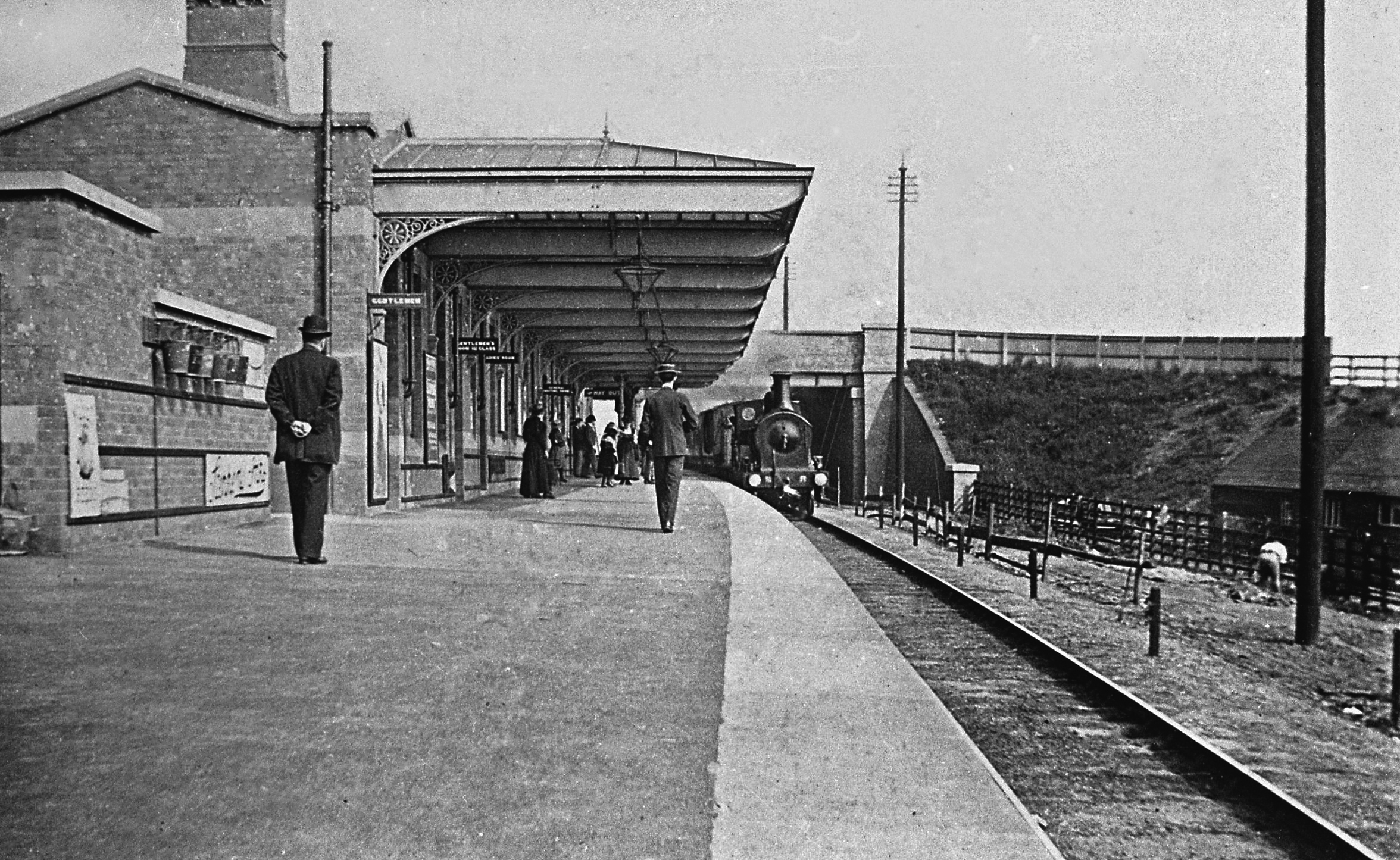
Gare de Hucknall.
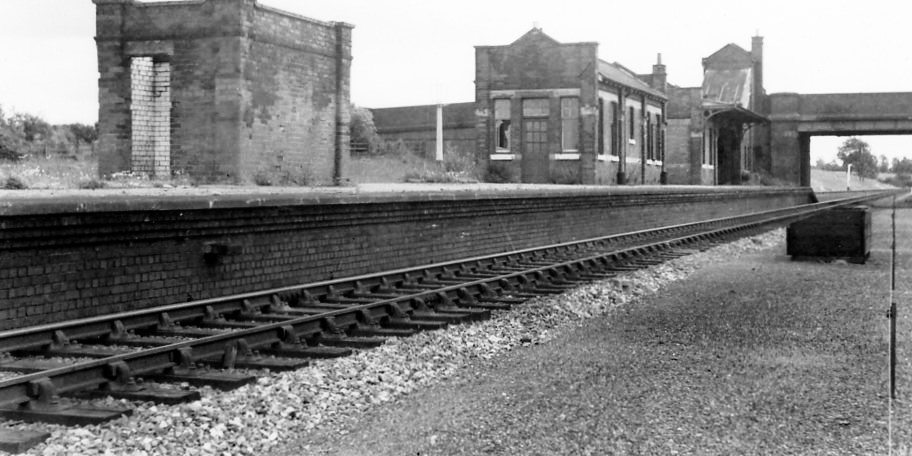
Culworth, déjà abandonnée en 1963.
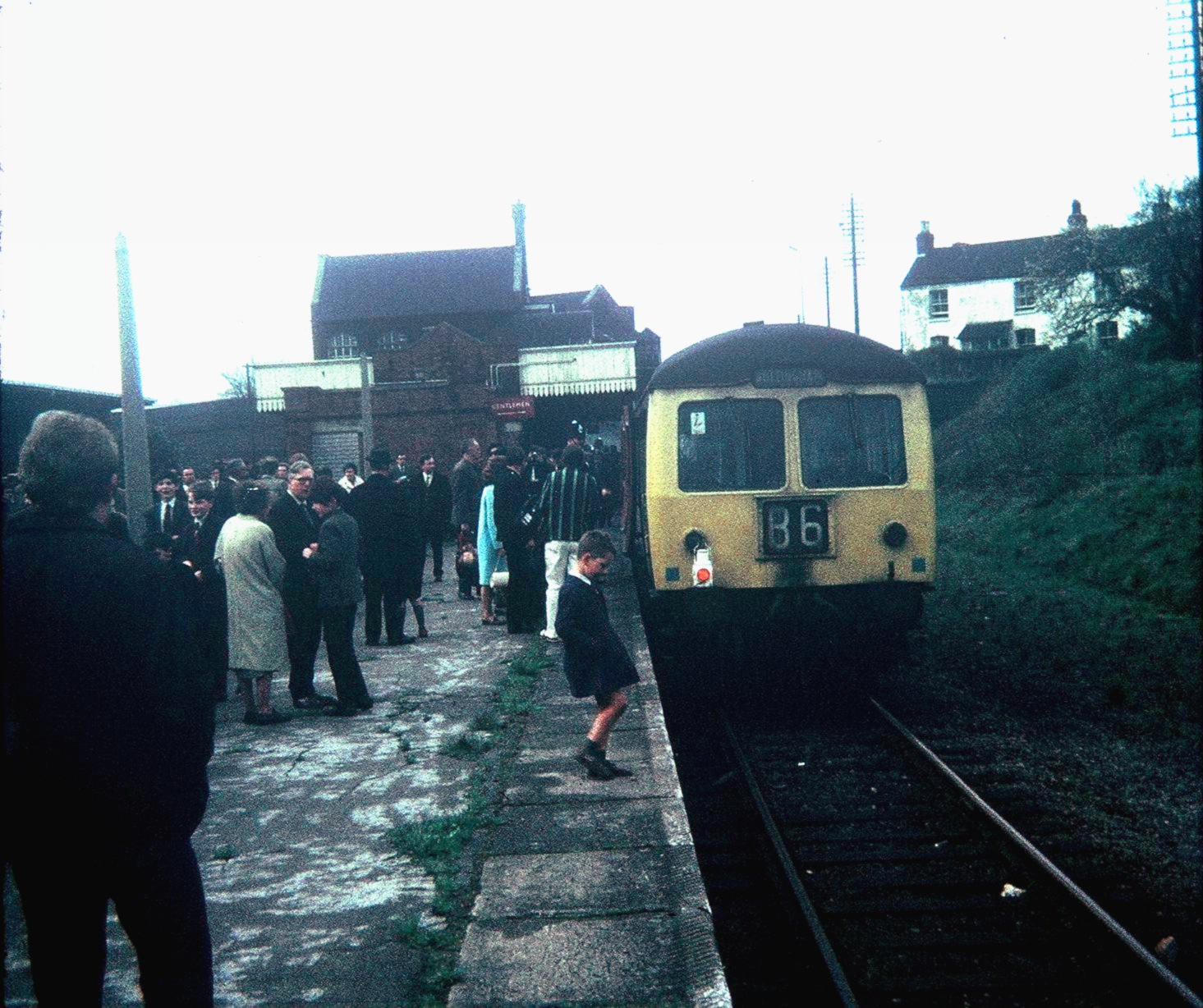
Dernier train à Rugby Central (1969).
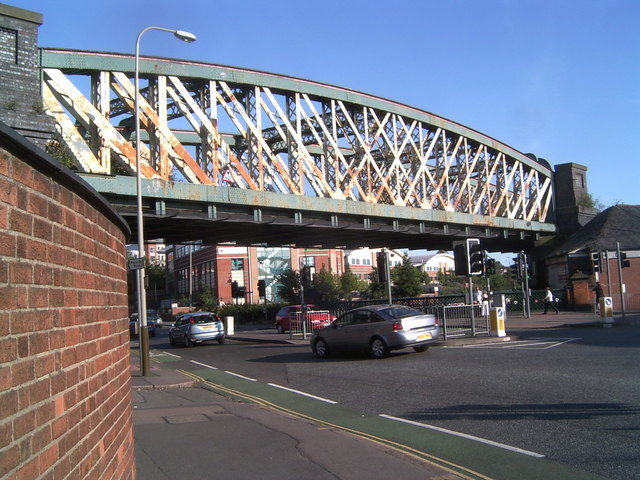
Pont à Leicester, finalement détruit en 2009.
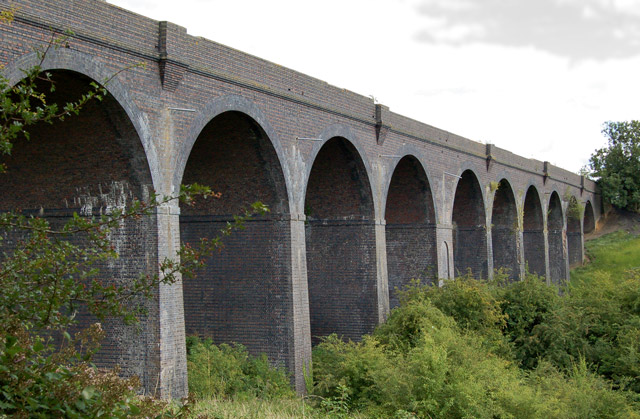
Viaduc de Catesby.
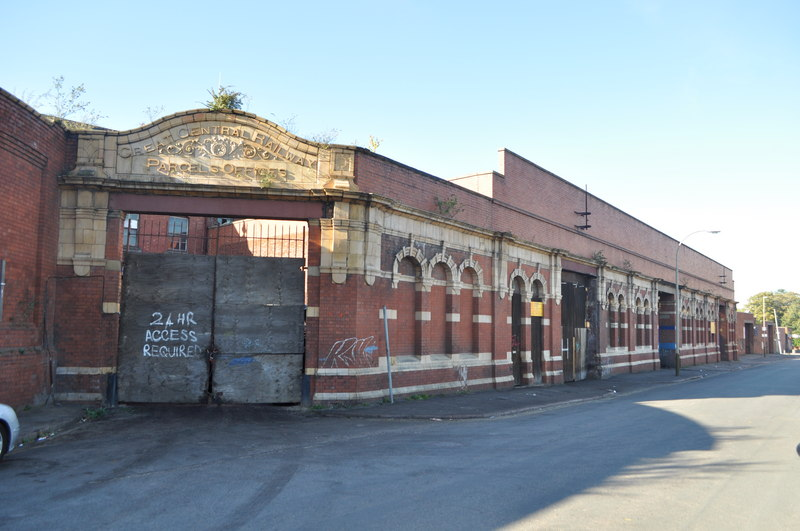
Leicester Central (2010).
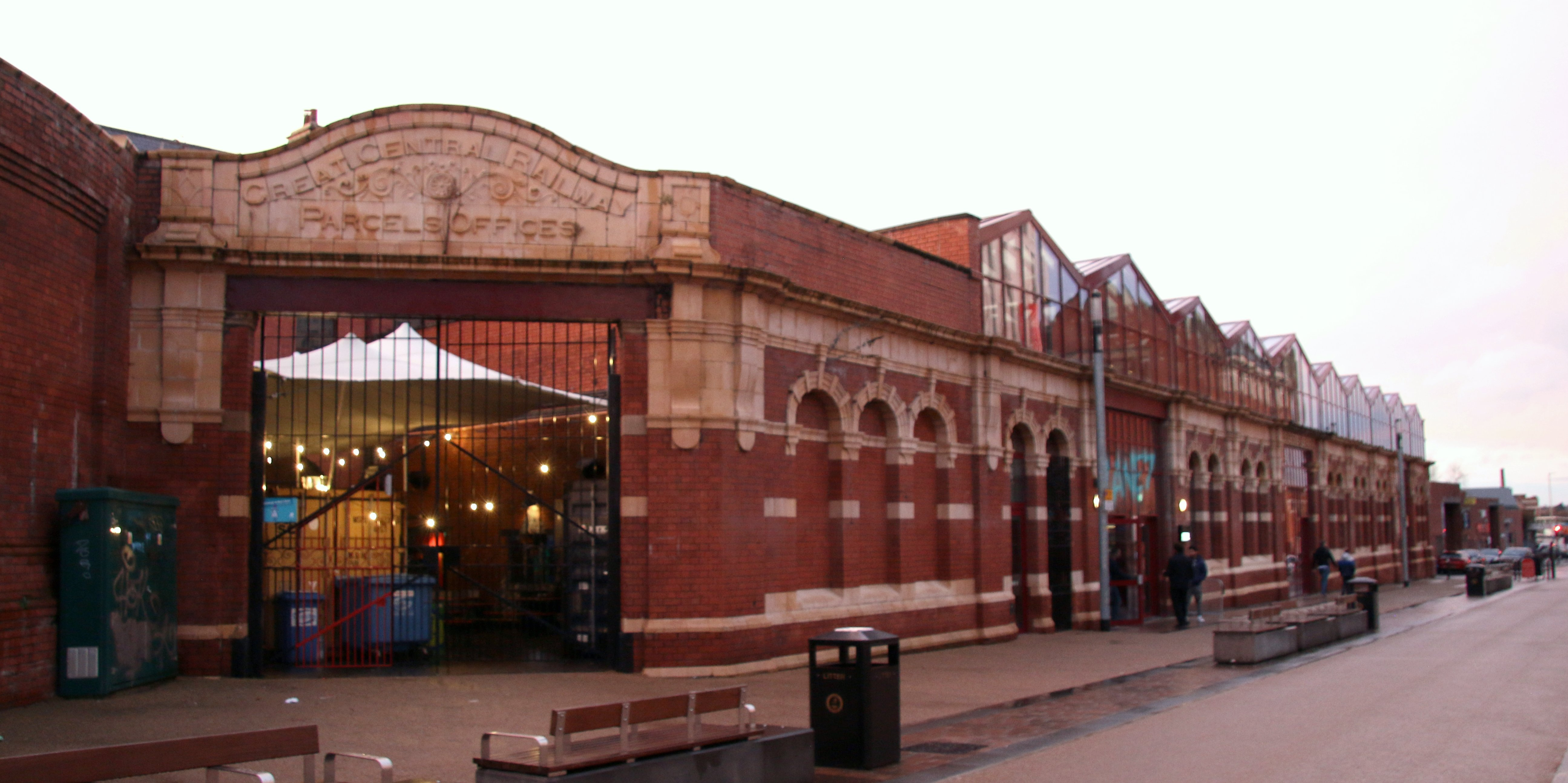
2022.
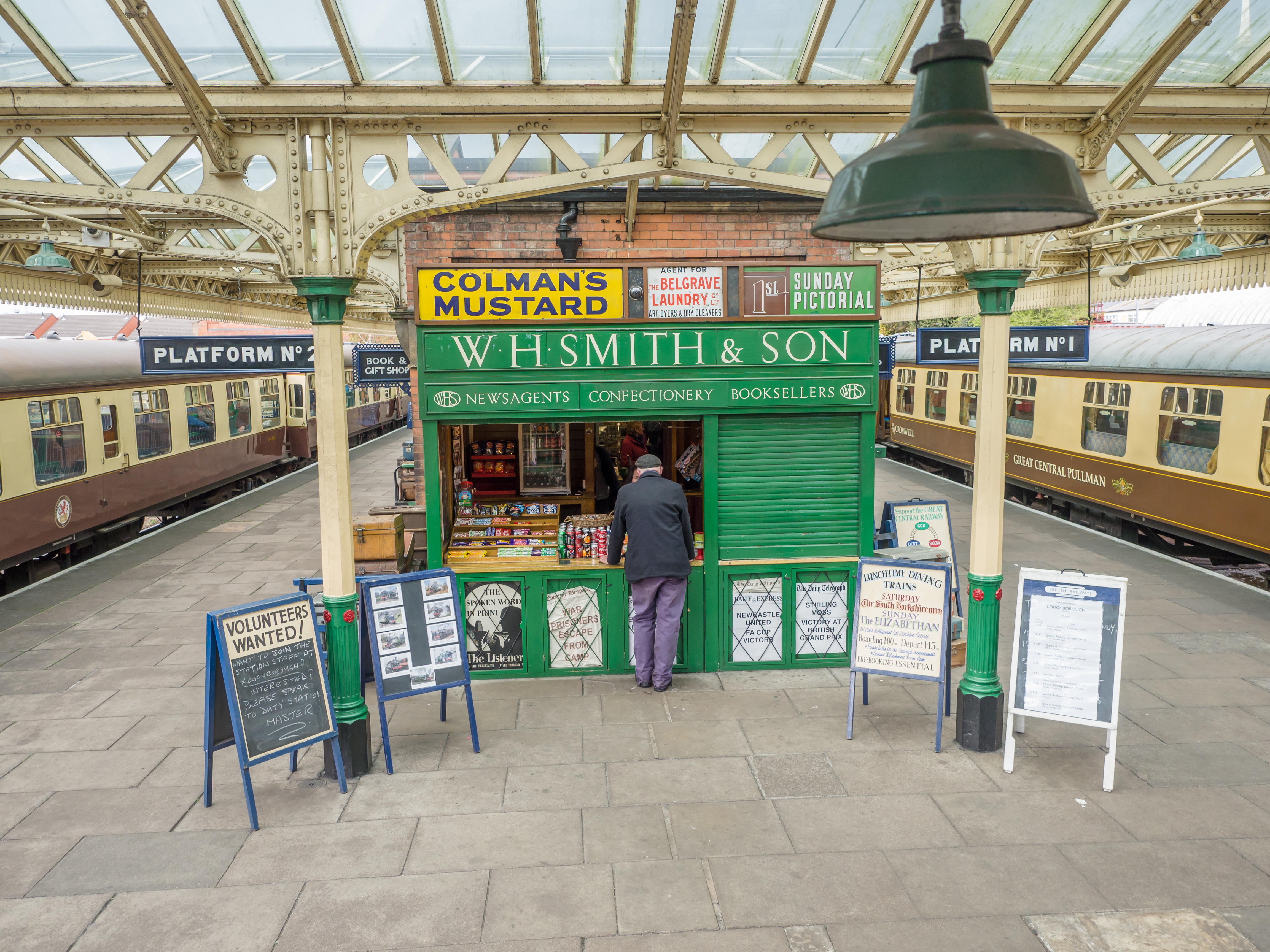
Loughbourough Central, sur la ligne-musée.
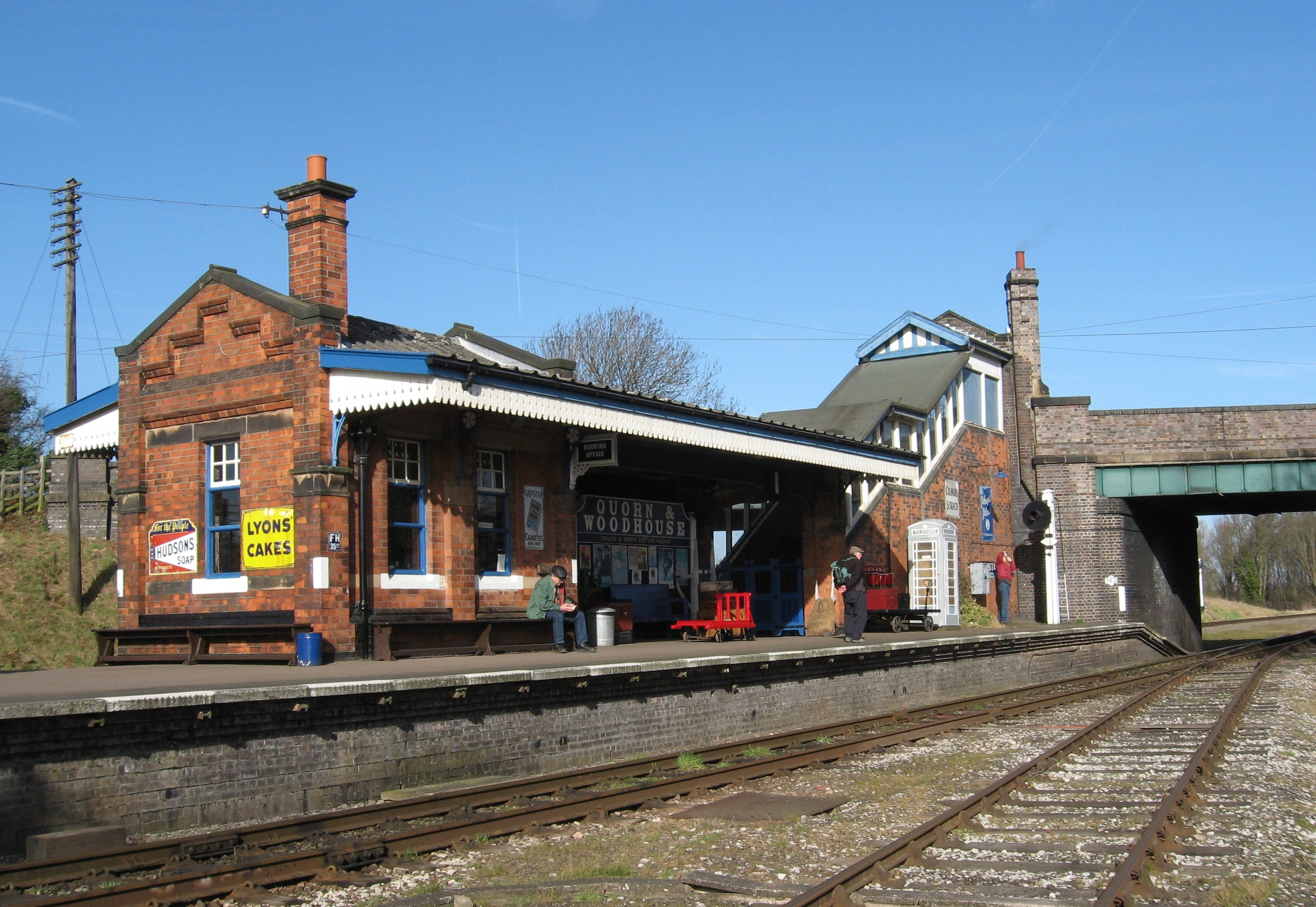
Quorn and Woodhouse.